# Krakau-Halbinsel
Die Krakau-Halbinsel ist eine Halbinsel an der Südküste von King George Island im Archipel der Südlichen Shetlandinseln. Sie trennt die Admiralty Bay von der King George Bay.
Wissenschaftler einer polnischen Antarktisexpedition benannten die nahezu gänzlich eisbedeckte Halbinsel als Kopuła Krakowa (polnisch für Krakau-Kuppel) nach der früheren polnischen Hauptstadt Krakau. Das UK Antarctic Place-Names Committee übertrug diese Benennung 1984 in angepasster Form als Kraków Peninsula ins Englische.